# Quần đảo Schouten

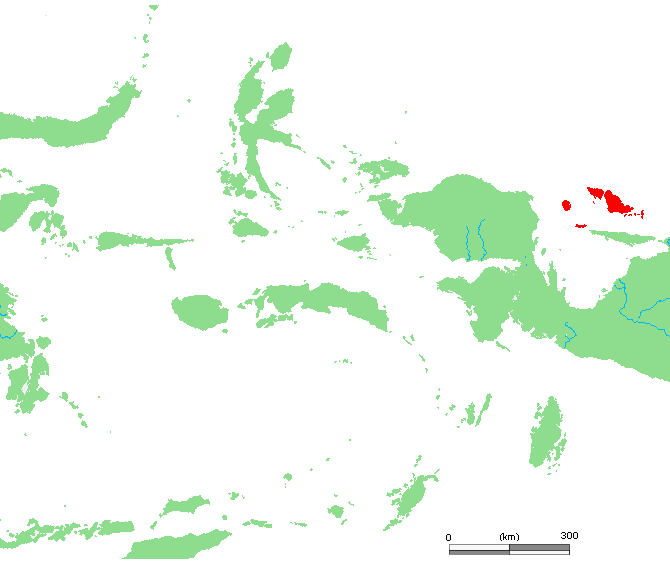
Vị trí quần đảo Schouten

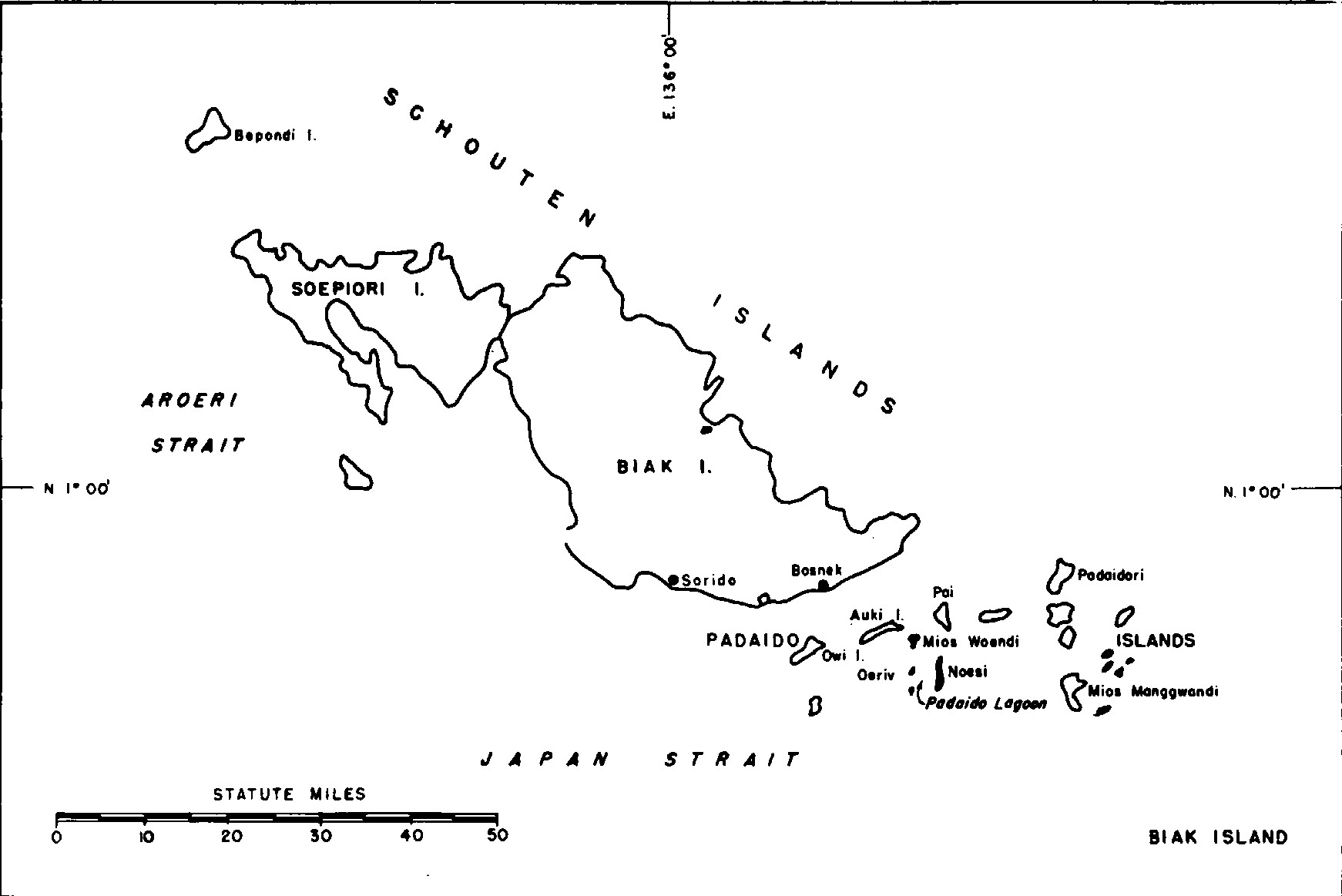
Quần đảo Schouten cùng các đảo nhỏ và thị trấn

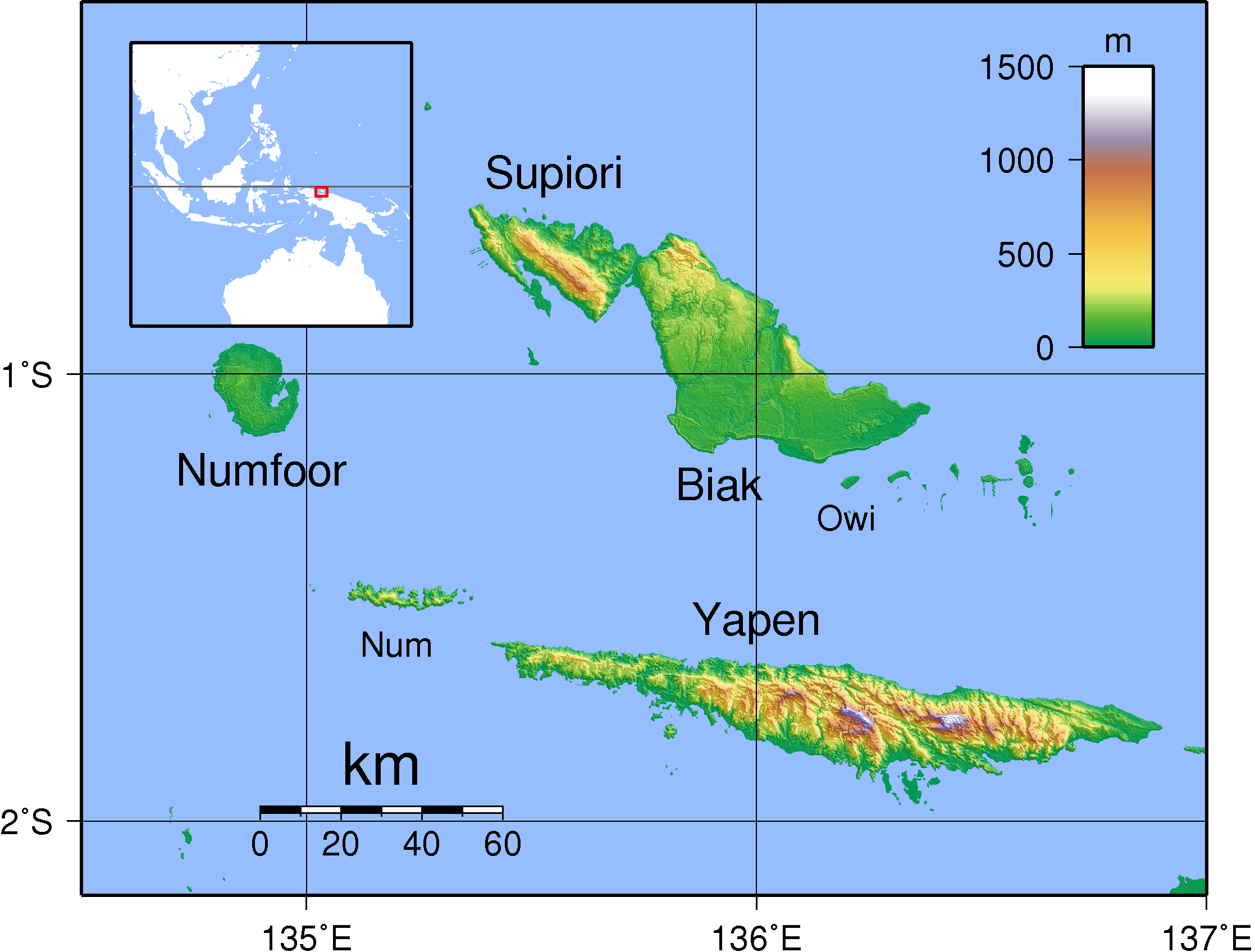
Quần đảo Schouten trong vịnh Cenderawasih

Quần đảo Schouten (tiếng Indonesia: Kepulauan Biak, còn gọi là quần đảo Biak hoặc quần đảo Geelvink) là một nhóm đảo thuộc tỉnh Papua, phía đông Indonesia. Quần đảo nằm trong vịnh Cenderawasih (hay vịnh Geelvink), cách 50 km ngoài khơi bờ biển tây bắc của đảo New Guinea. Nhóm gồm các đảo chính Biak, Supiori và Numfor, và nhiều đảo nhỏ, hầu hết diện tích có rừng nhiệt đới bao phủ.

## Lịch sử
Những người châu Âu đầu tiên được ghi nhận là trông thấy quần đảo Schouten là nhà hàng hải người Bồ Đào Nha Jorge de Menezes vào năm 1526. Trên hành trình từ Malacca đến Maluku, qua miền bắc Borneo, ông đi xa hơn về phía đông vì gặp bão và gió mạnh. Jorge de Menezes đổ bộ lên đảo Biak, và phải trú ở đó. Lấy cảm hứng từ các tên gọi tiếng Malay, Molucca hoặc Papua bản địa, ông đặt tên cho quần đảo, và cuối cùng bờ biển phía tây Papua là "quần đảo Papua". Biak do đó được gọi trong bản đồ tiếng Bồ Đào Nha là Ilha de Dom Jorge hoặc Ilha onde invernou Dom Jorge, và Ilha de S. Jorge.

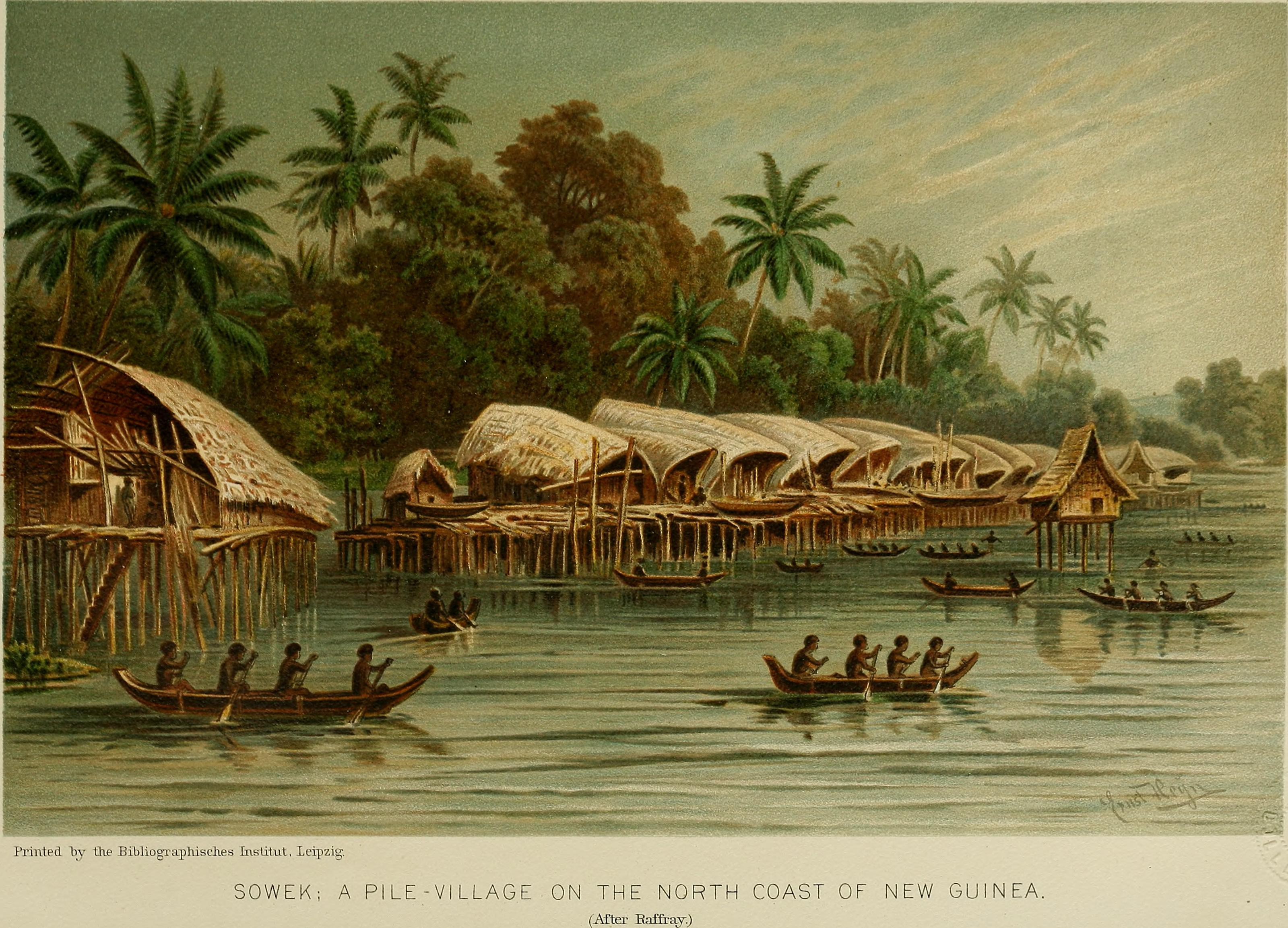
Quần đảo Schouten, khoảng 1896

Quần đảo cũng từng được nhà hàng hải người Tây Ban Nha Álvaro de Saavedra trông thấy, ông đổ bộ lên đảo Yapen vào ngày 24 tháng 6 năm 1528, khi cố gắng trở về từ Tidore đến Tân Tây Ban Nha. Quần đảo được đặt tên là Islas de Oro (Quần đảo Vàng). Năm 1545, quần đảo được Íñigo Órtiz de Retes viếng thăm trên thuyền buồm San Juan.

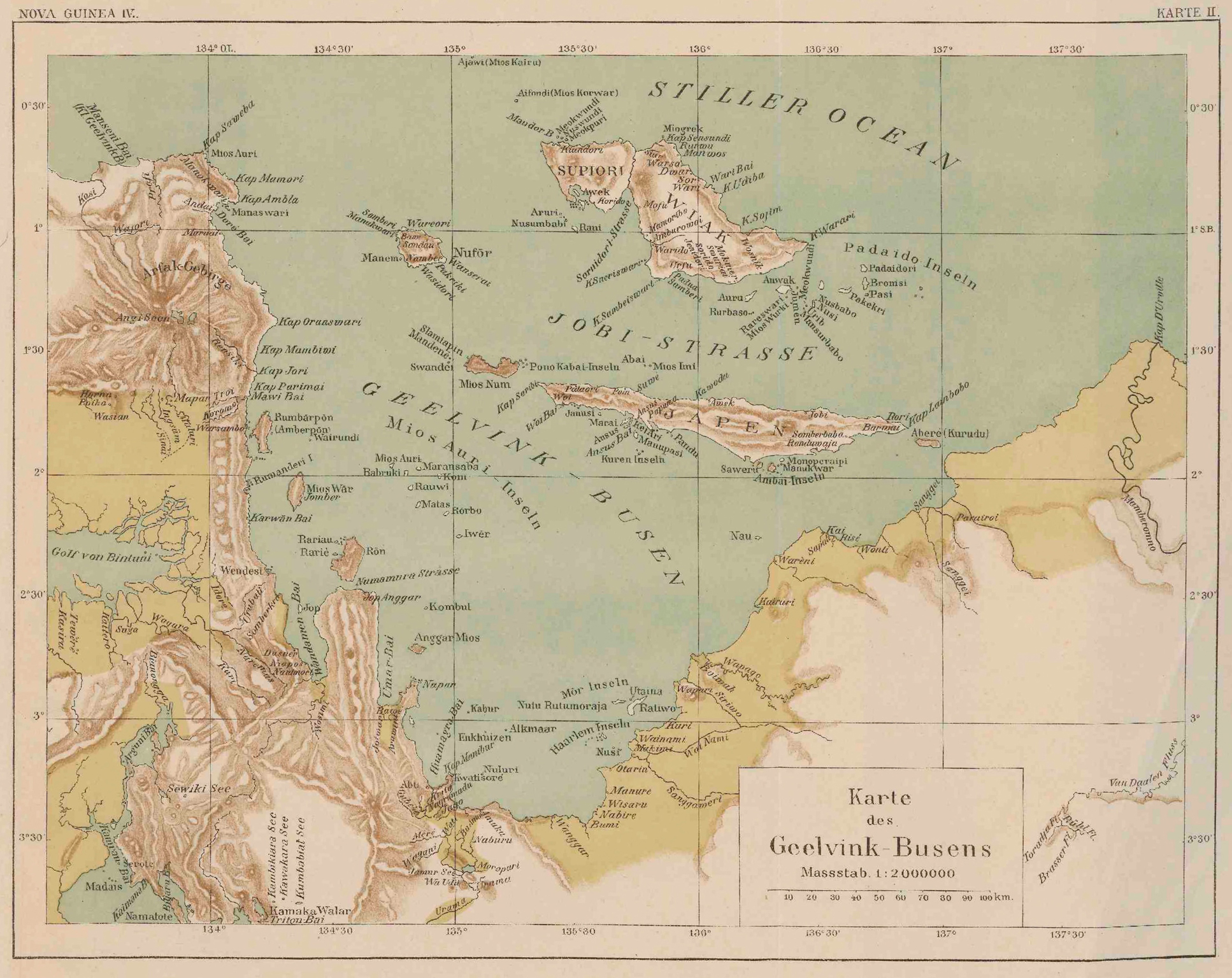
Bản đồ năm 1917 về vịnh Cenderawasih (khi đó là vịnh Geelvink) bao gồm quần đảo Schouten

Quần đảo lần đầu tiên được vẽ trên bản đồ của Bồ Đào Nha bởi Gaspar Viegas (khoảng năm 1537), một bản đồ vô danh năm 1540, và trên bản đồ của João de Lisboa và Bartolomeu Velho (khoảng năm 1560), và trong các bản đồ khác của Bồ Đào Nha, Tây Ban Nha và Hà Lan.
Quần đảo Schouten cuối cùng được đặt theo tên của nhà thám hiểm người Hà Lan Willem Schouten, ông khám phá quần đảo này vào năm 1615.
Vương quốc Hồi giáo Tidore có quan hệ triều cống với quần đảo. Những người đi biển trong khu vực thường xuyên bày tỏ lòng kính trọng đối với quốc vương.

## Nhân khẩu
Quần đảo Schouten là một trong những khu vực có mật độ dân cư dày đặc nhất của tỉnh Papua.

## Hệ sinh thái

### Trên cạn
Những đảo nhỏ này được xác định là rừng mưa Biak–Numfoor. Chúng có khu hệ chim đặc hữu ở mức độ cao nhất so với bất kỳ khu vực nào ở New Guinea. Khu rừng bao gồm các loại cây tương tự như trên đại lục New Guinea.
Có hơn 100 loài chim trên các đảo, trong đó có 11 đến 16 loài đặc hữu, tức là chỉ giới hạn ở nhóm đảo nhỏ này. Chúng bao gồm: vẹt lory cánh đen (Eos cyanogenia); vẹt lùn Geelvink leo cây nhỏ (Micropsitta geelvinkiana); gà bụi rậm Biak (Megapodius geelvinkianus); bồ cầu đế quốc Geelvink (Ducula geelvinkiana); bồ câu quả Geelvink (Ptilinopus speciosus); bìm bịp Biak (Centropus chalybeus); hai loài sả là sả thiên đường Biak (Tanysiptera riedelii) và sả thiên đường Numfor (Tanysiptera carolinae); gerygone Biak (Gerygone hypoxantha); quân chủ Biak (Monarcha brehmii); đớp ruồi Biak (Myiagra atra); sáo đuôi dài (Aplonis magna); và mắt trắng Biak (Zosterops mysorensis).
Cũng như các loài chim, có một số loài động vật có vú đặc hữu, dù chỉ có 29 loài động vật có vú trên đảo. Các loài đặc hữu bao gồm: dơi ăn quả lưng trần Biak (Dobsonia emersaa) là một dơi có đôi cánh gắn vào lưng chứ không gắn vào hai bên, khiến loại dơi này có hình dạng khác với hầu hết các loài; tàu lượn Biak có túi (Petaurus biacensis); chuột Japen (Rattus jobiensis); và hai loài chuột lưng trần khổng lồ là Uromys boeadii và Uromys emmae.
Quần đảo cũng có một số loài bướm đặc hữu và một loài nhện đặc hữu Diolenius angustipes.
Phần lớn diện tích rừng đã bị chặt hạ để khai thác gỗ hoặc lấy đất trồng trọt, đặc biệt là trên đảo Biak, nơi đông dân nhất trong khu vực, mặc dù việc khai thác gỗ đã chậm lại. Có hai khu bảo tồn nằm gần nhau: Khu bảo tồn thiên nhiên Pulau Supiori chiếm phần lớn đảo Supiori; và Khu bảo tồn Thiên nhiên Biak Utara là một khu vực trên đảo Biak ngay bên kia cầu từ Supiori. Tuy nhiên, ngành khai thác gỗ có thể quay trở lại, trong khi các loài chim dễ bị tổn thương bởi những người săn bắt và cũng do chúng có phạm vi sinh sống hạn chế trên những hòn đảo nhỏ này. Khu vực cần nghiên cứu thêm.

### Hàng hải

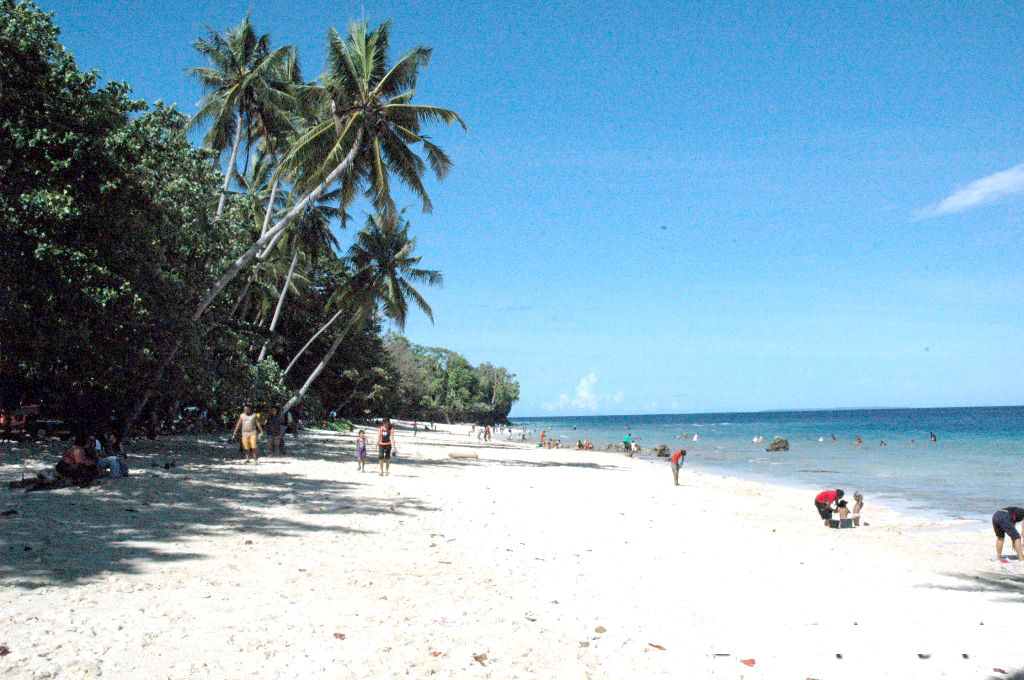
Bindusi, East Biak, huyện Biak Numfor, Papua, Indonesia

Các vùng biển xung quanh quần đảo Schouten là một phần của Tam giác San hô, một vùng biển có sự đa dạng lớn nhất thế giới về các loài rạn san hô. Lặn biển ở vùng biển ngoài khơi Biak là một hoạt động phổ biến đối với khách du lịch.
Quần đảo có hai khu bảo tồn biển. Khu vực biển do địa phương quản lý Biak Numfor, được thành lập vào năm 2015, bảo vệ bờ biển phía đông của đảo Numfor và bờ biển phía nam của đảo Biak. Công viên giải trí biển Padaido, được thành lập vào năm 2009, bảo vệ vùng biển xung quanh quần đảo Padaido, một nhóm đảo nhỏ nằm ở phía nam và đông nam của Biak.